# Laucha (Herrengeschlecht)

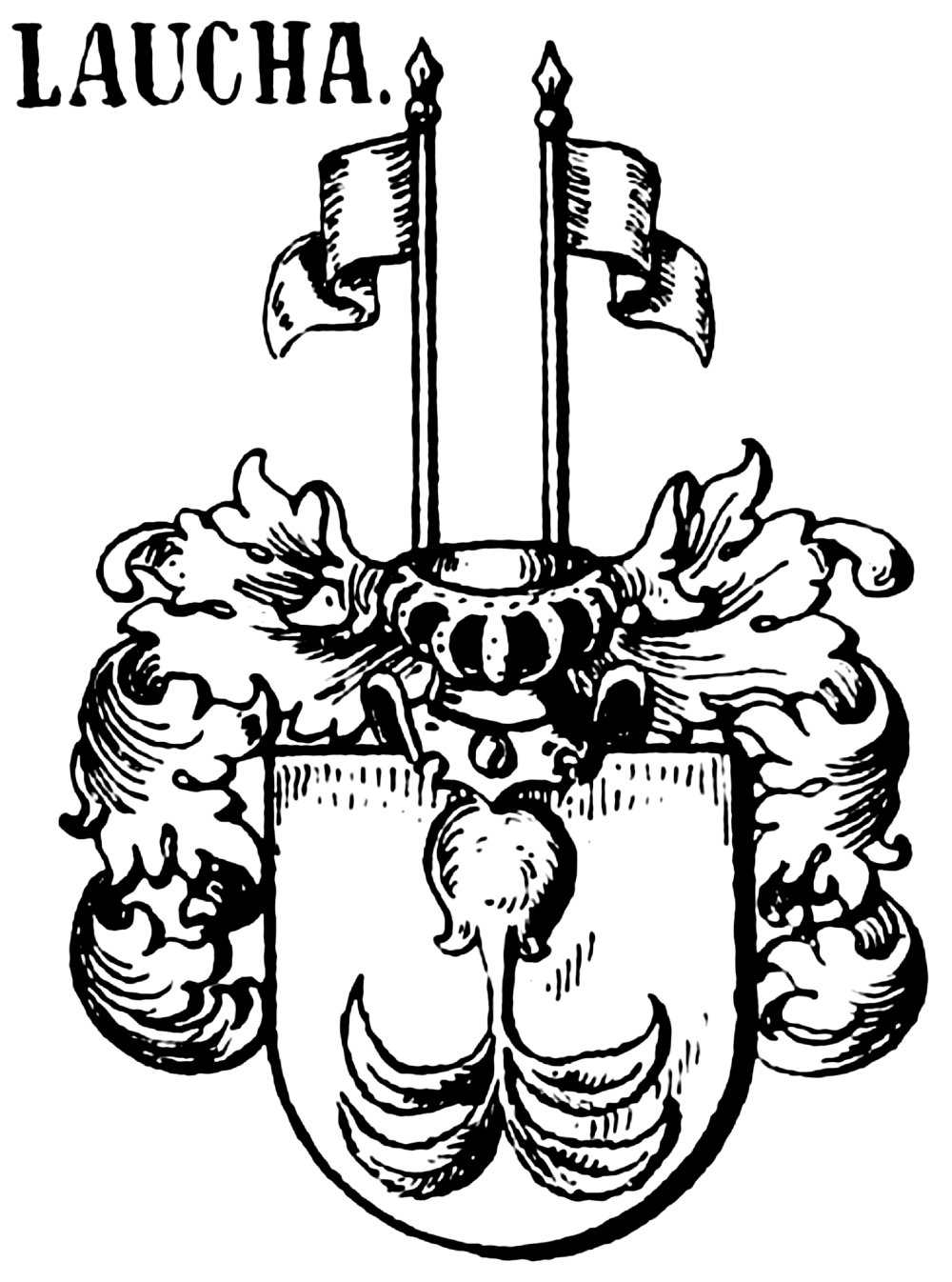
Wappen der Familie von Laucha

Die Herren von Laucha waren ein erloschenes thüringisches Herrengeschlecht aus dem gleichnamigen Ort Laucha im Landkreis Gotha.

## Geschichte
Anfang des 13. Jahrhunderts werden in Laucha bei Waltershausen die Herren von Louchaha erwähnt, die wohl am Ortsrand eine einfache Burg erbaut hatten. Dietrich von Laucha fungierte 1223 als Notar der landgräflichen Kanzlei in Eisenach. Während der Wirren des Thüringisch-hessischen Erbfolgekrieges erbauten Ritter von Laucha die Leuchtenburg im Nachbarort Tabarz.
Die Lauchaer Ritter dienten zeitweilig als Burgmannen auf Schloss Tenneberg. Mit den Herren von Hörselgau gehörten sie zum Gefolge des berüchtigten Apitz, Sohn Landgraf Albrechts. Nachdem Landgraf Balthasar die Burggüter auf Tenneberg von Heinz und Lutz von Laucha durch Kauf erworben hatte, siedelten diese sich in der Stadt Waltershausen an. 1401 wurden Güter von Apel und Friegen von Laucha an das Kloster Reinhardsbrunn veräußert, die Burg – aus der später ein Schloss wurde – gelangte an die Herren von Teutleben.
Im 16. Jahrhundert ist die Familie erloschen.

### Güter
Die Familie war in der Umgegend von Erfurt und Gotha begütert. Der Ritter Heinrich von Laucha wurde in einer Ichtershausener Urkunde 1354 bezeugt. Hans von Laucha war 1373 in Kettenrode begütert. Dessen Vetter Hartung von Laucha war Stiftsherr in Ohrdruf. 1388 hatte Dietrich von Laucha von den Grafen von Schwarzburg das Gut Rinkleben zu Lehen. 1440 wurde Hans von Laucha in einer Erfurter Urkunde genannt.

## Wappen
Die Familie führte eine gestürzte Knoblauchstaude im Schild. Auf dem Helm zwei Fahnen. Die Tingierung ist nicht bekannt.